# Melanchra diabolica
Melanchra diabolica là một loài bướm đêm trong họ Noctuidae.